# 창녕 진양하씨 고택
창녕 진양하씨 고택은 대한민국 경상남도 창녕군 창녕읍 술정리에 있는 조선시대의 가옥이다. 1968년 11월 25일 대한민국의 국가민속문화재 제10호로 지정되었다.

## 개요
창녕 지방에 있는 옛집으로 안채·사랑채·대문간채로 구성되어 있으며, 이 중 안채만 지정되어 있다. 안채는 현소유자 하경목 씨의 18대 조상이 이 마을에 들어와 세종 7년(1425)에 지은 건물이라고 전한다. 그러나 ‘건륭 25년’<영조 36년(1760)>이라는 기록이 발견되어 이 때에 다시 지었거나 수리를 한 것으로 보인다.
남향한 안채는 중부 이남지방에서 일반적인 앞면 4칸·옆면 1칸의 '一'자형 홑집으로, 왼쪽부터 작은방·대청·큰방·부엌의 순서로 배치되어 있다.
처마는 이 집의 가장 대표적인 특징이라고 할 수 있는 것이, 기둥의 높이에 가까울 정도로 깊다. 이는 일조량과 강우량을 고려한 남부지방 가옥의 특징이라고 할 수 있으며, 살림집 연구에 있어서 매우 중요한 의미를 가진다. 지붕은 억새풀을 엮어서 얹은 초가로 수명이 길 뿐만 아니라 예스러움을 느끼게 한다.
대청은 통나무를 윗부분만 편평히 깎아 깔았는데 매우 오래된 것이다. 또한 목재는 못을 쓰지 않고 구멍을 뚫어 연결하였으며, 천장은 흙을 깔지 않은 상태로 구성하여 가볍게 한 점 등이 내부의 특징이다.
앞마당에는 작은 텃밭을 가꾸었고 부엌 앞쪽에는 장독대가 있으며, 안채 뒤로는 꽃계단을 꾸며 몇그루의 오래된 나무들이 어울러 숲을 이루고 있다. 오랜 세월을 거치면서 약간의 변형이 있었지만 일반가옥 연구에 있어 매우 중요한 자료이다.

## 명칭 변경
지정 당시에는 '창녕하병수씨가옥(昌寧河丙洙氏家屋)'이었으나, 술정리란 창녕현감 한강 정구가 지은 정자를 '술정(述亭)'이라 한데에서 지어진 마을 이름으로 마을이름(술정리), 거주한 내력(하씨), 가옥의 형태(초가) 등을 나타내는 ‘창녕 술정리 하씨 초가’로 명칭을 변경(2007.1.29)되었다가, 진양하씨가 대대로 살고있는 집으로서 '창녕 진양하씨 고택'으로 명칭이 변경(2017.2.28)되었다.

## 참고 자료
- 창녕 진양하씨 고택 - 국가유산청 국가유산포털